# Sijue Wu
Sijue Wu (China, 15 de maio de 1964) é uma matemática sino-estadunidense, Robert W. and Lynne H. Browne Professor of Mathematics na Universidade de Michigan. Sua pesquisas envolvem a matemática da hidrodinâmica.

## Formação e carreira
Wu obteve o bacharelado e o mestrado em 1983 e 1986 na Universidade de Pequim. Obteve um doutorado em 1990 na Universidade Yale, orientada por Ronald Coifman. Após uma temporada como instrutora na Universidade de Nova Iorque, foi professora assistente na Universidade Northwestern. Foi em 1996 para a Universidade de Iowa e em 1998 para a Universidade de Maryland. Tornou-se em 2008 Browne Professor na Universidade de Michigan.

## Prêmios e honrarias
Um artigo de 1997 por Wu no Inventiones Mathematicae, "Well-posedness in Sobolev spaces of the full water wave problem in 2-D", foi revisado no Mathematical Reviews.
Wu foi palestrante convidada do Congresso Internacional de Matemáticos em Pequim (2002).
Recebeu o Prêmio Ruth Lyttle Satter de Matemática e a Medalha Morningside (prata em 2001 e ouro em 2010), sendo a primeira mulher a receber a medalha de ouro.